# McKesson

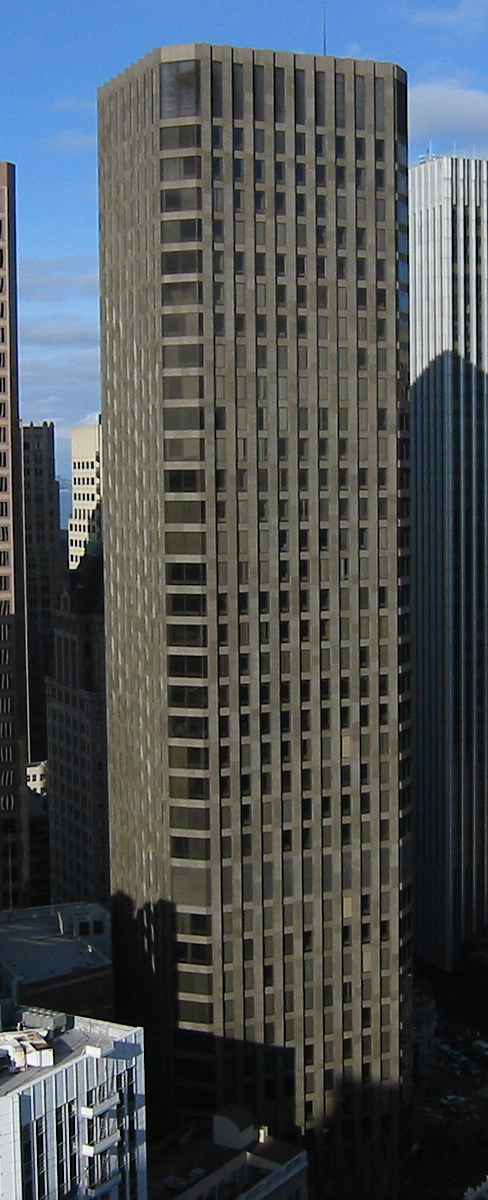
Le siège de McKesson à San Francisco.

McKesson Corporation est une entreprise pharmaceutique et médicale américaine comptant 32 000 employés.

## Histoire
La société a été créée à New York en 1833 sous le nom de Olcott & McKesson par John McKesson et Charles Olcott. À l'origine, la société importait et distribuait des produits pharmaceutiques à base de plantes. Un troisième associé, Daniel Robbins, se joint à l'entreprise qui fut rebaptisée McKesson & Robbins à la mort d'Olcott en 1853.
En 1991, McKesson acquiert une participation de 100 % dans Médis Services pharmaceutiques et de santé auprès du Groupe Provigo. Médis sera renommée McKesson Canada en 2002.
En 1999, McKesson acquiert HBO & Co pour 14,5 milliards de dollars. À la suite de cette acquisition, McKesson découvre que les résultats de HBO & Co sont surévalués,.
En octobre 2013, McKesson était sur le point de racheter 50 % de l'entreprise allemande Celesio pour 5,6 milliards d'euros. En 2014 elle rachète finalement 75 % de l'entreprise.
En septembre 2015, UDG Healthcare vend à McKesson ses activités en Irlande et ses activités de commercialisations vis-à-vis des entreprises pour 466 millions de dollars.
En février 2016, McKesson acquiert pour 2,23 milliards de dollars Rexall Health, une entreprise de chaine de pharmacie implantée au Canada à Katz Group.
En juin 2016, McKesson annonce la fusion d'une grande partie de ses activités dans les services numériques avec Change Healthcare, une entreprise spécialisée dans les services numériques dans le secteur de la santé. Cette opération créée un nouvel ensemble ayant un chiffre d'affaires de 3,4 milliards de dollars, détenu à 70 % par les actionnaires de McKesson et à 30 % par ceux de Change Healthcare.
En 2017, l'entreprise accepte de payer un règlement de 150 millions de dollars américains, pour avoir omis de signaler des commandes suspectes de médicaments pharmaceutiques. Les 24 affaires judiciaires qu'elle subit entre 1995 et début 2018 aux États-Unis lui ont couté à cette date 2 053 399 744 dollars de pénalités, ce qui fait d'elle l'entreprise ayant des contrats gouvernementaux ayant payé le plus d'amendes.
Elle est de 2011 à 2013 au onzième rang des fournisseurs privés du gouvernement fédéral des États-Unis et entre 2014 et 2016 au 6e rang avec 8,635 milliards de contrats cette année, la mettant au premier rang des fournisseurs de matériel non-militaires.
En novembre 2018, McKesson annonce déménager son siège social, qui était à San Francisco, pour aller à Irving au Texas.
En juillet 2021, Phoenix Group annonce l'acquisition d'une partie des activités européennes de McKesson.
Dans le cadre de la crise des opioïdes, en juillet 2021, le laboratoire pharmaceutique Johnson & Johnson accepte de payer 5 milliards sur neuf ans et les distributeurs McKesson, AmerisourceBergen, Cardinal Health - fournisseurs de quelque 90 % des médicaments américains - 21 milliards sur 18 ans. Ces sociétés espèrent ainsi mettre fin à près de 4 000 actions intentées au civil par des dizaines d'États américains et collectivités locales, dans le cadre d'une proposition d'accord à l'amiable « historique ». Selon Le Figaro, « la crise américaine des opiacés, déclenchée par la promotion agressive de médicaments anti-douleur très addictifs tels que l'oxycodone dans les années 1990, a fait plus de 500 000 morts par overdose aux États-Unis en deux décennies. »

## Activité
McKesson est spécialisé dans les services technologiques de soins de santé ainsi que dans la livraison de produits pharmaceutiques. Au titre de plus grand distributeur pharmaceutique en Amérique du Nord, il distribue chaque jour le tiers des médicaments utilisés dans ce continent. La compagnie fournit plus de 25 000 sites de vente de santé aux américains, dont l'aile pharmaceutique de Wall-Mart. Elle distribue des médicaments à 70 % des hôpitaux américains de plus de 200 lits. De plus, McKesson gère des systèmes informatiques pour remplacer l’utilisation de prescriptions et de dossier médicaux sous format papier[réf. nécessaire].
Avec ses racines datant du XIXe siècle, McKesson est la société de services de santé la plus vieille et la plus grande d'Amérique. Elle a même créé le premier réseau de distribution de médicament national[réf. nécessaire].